# Фоссальта-ди-Пьяве
Фоссальта-ди-Пьяве (итал. Fossalta di Piave) — коммуна в Италии, располагается в провинции Венеция области Венеция.
Население составляет 4018 человек, плотность населения составляет 446 чел./км². Занимает площадь 9 км². Почтовый индекс — 30020. Телефонный код — 0421.
Покровителями коммуны почитаются святые Гермагор и Фортунат, празднование 12 июля.